# Marin Pongračić
Marin Pongračić (Landshut, 11 september 1997) is een Kroatisch voetballer die doorgaans speelt als centrale verdediger. In juli 2024 verruilde hij Lecce voor Fiorentina. Pongračić debuteerde in 2020 in het Kroatisch voetbalelftal.

## Clubcarrière
Pongračić speelde in de opleiding van Bayern München en maakte in 2013 de overstap naar Ingolstadt 04. Drie jaar later verkaste de centrumverdediger naar 1860 München. Zijn competitiedebuut in het eerste elftal maakte Pongračić op 16 april 2017, toen door doelpunten van Kai Bülow en Markus Karl met 1–1 gelijkgespeeld werd tegen SV Sandhausen in de Allianz Arena. De Kroaat mocht van coach Vítor Pereira in de basis beginnen en hij speelde het gehele duel mee.
Na zes volledige competitiewedstrijden in het eerste elftal maakte Pongračić voor circa één miljoen euro de overstap naar Red Bull Salzburg, waar hij zijn handtekening zette onder een verbintenis voor de duur van vier seizoenen. In zijn eerste seizoen in Salzburg wist de Kroaat met zijn team landskampioen te worden. Hierop verlengde hij zijn verbintenis met één seizoen, tot medio 2022.
In de winterstop van het seizoen 2019/20 maakte Pongračić de overstap naar VfL Wolfsburg, dat circa tien miljoen euro voor de verdediger betaalde. Hij tekende voor vierenhalf jaar bij zijn nieuwe club. In augustus 2021 werd Pongračić voor een seizoen verhuurd aan Borussia Dortmund, dat tevens een optie tot koop verkreeg op hem. Na zijn seizoen in Dortmund huurde Lecce de verdediger in augustus 2022. Na deze verhuurperiode nam Lecce hem definitief over voor circa twee miljoen euro en hij tekende voor drie jaar. Van die drie jaar zat hij er eentje uit, want voor circa vijftien miljoen euro nam Fiorentina hem in juli 2024 over.

## Clubstatistieken
| Seizoen | Club                | Competitie    | Competitie | Competitie | Beker | Beker | Internationaal | Internationaal | Totaal | Totaal |
| Seizoen | Club                | Competitie    | Wed.       | Dlp.       | Wed.  | Dlp.  | Wed.           | Dlp.           | Wed.   | Dlp.   |
| ------- | ------------------- | ------------- | ---------- | ---------- | ----- | ----- | -------------- | -------------- | ------ | ------ |
| 2016/17 | 1860 München        | 2. Bundesliga | 6          | 0          | 1     | 0     | —              | —              | 7      | 0      |
| 2017/18 | Red Bull Salzburg   | Bundesliga    | 16         | 0          | 3     | 0     | 4              | 0              | 23     | 0      |
| 2018/19 | Red Bull Salzburg   | Bundesliga    | 14         | 0          | 2     | 0     | 10             | 0              | 26     | 0      |
| 2019/20 | Red Bull Salzburg   | Bundesliga    | 5          | 0          | 1     | 0     | 1              | 0              | 7      | 0      |
| 2019/20 | VfL Wolfsburg       | Bundesliga    | 11         | 2          | 0     | 0     | 1              | 0              | 12     | 2      |
| 2020/21 | VfL Wolfsburg       | Bundesliga    | 10         | 0          | 1     | 0     | 0              | 0              | 11     | 0      |
| 2021/22 | → Borussia Dortmund | Bundesliga    | 17         | 0          | 1     | 0     | 5              | 0              | 23     | 0      |
| 2022/23 | → Lecce             | Serie A       | 9          | 0          | 0     | 0     | —              | —              | 9      | 0      |
| 2023/24 | Lecce               | Serie A       | 36         | 0          | 2     | 0     | —              | —              | 38     | 0      |
| 2024/25 | Fiorentina          | Serie A       | 0          | 0          | 0     | 0     | 0              | 0              | 0      | 0      |
| Totaal  | Totaal              | Totaal        | 124        | 2          | 11    | 0     | 21             | 0              | 156    | 2      |

Bijgewerkt op 26 juli 2024.

## Interlandcarrière
Pongračić speelde drie interlands voor Jong Kroatië. Hij debuteerde op 11 november 2020 in het Kroatisch voetbalelftal in een vriendschappelijke wedstrijd tegen Turkije (3–3). Cenk Tosun, Deniz Türüç en Cengiz Ünder scoorden namens Turkije, maar door doelpunten van Ante Budimir, Mario Pašalić en Josip Brekalo werd het 3–3. Pongračić mocht van bondscoach Zlatko Dalić in de basisopstelling beginnen en hij werd zestien minuten na rust gewisseld ten faveure van Duje Ćaleta-Car. De andere Kroatische debutanten dit duel waren Toma Bašić (Girondins Bordeaux) en Antonio-Mirko Čolak (PAOK Saloniki).
In oktober 2022 werd Pongračić door Dalić opgenomen in de voorselectie van Servië voor het WK 2022. Bij het bekendmaken van de definitieve selectie was hij een van de afvallers.
Pongračić werd in mei 2024 wel door Dalić opgenomen in de Kroatische selectie voor het EK 2024 in Duitsland. Kroatië werd in de groepsfase uitgeschakeld na een nederlaag tegen Spanje (3–0) en gelijke spelen tegen Albanië (2–2) en Italië (1–1). Pongračić kwam op het EK in twee duels in actie. Zijn toenmalige clubgenoten Medon Berisha en Ylber Ramadani (beiden Albanië) waren ook actief op het toernooi.
| Interlands van Marin Pongračić voor Kroatië | Interlands van Marin Pongračić voor Kroatië | Interlands van Marin Pongračić voor Kroatië | Interlands van Marin Pongračić voor Kroatië | Interlands van Marin Pongračić voor Kroatië | Interlands van Marin Pongračić voor Kroatië | Interlands van Marin Pongračić voor Kroatië |
| №                                           | Datum                                       | Wedstrijd                                   | Uitslag                                     | Competitie                                  | Goals                                       |                                             |
| Als speler bij VfL Wolfsburg                | Als speler bij VfL Wolfsburg                | Als speler bij VfL Wolfsburg                | Als speler bij VfL Wolfsburg                | Als speler bij VfL Wolfsburg                | Als speler bij VfL Wolfsburg                | Als speler bij VfL Wolfsburg                |
| ------------------------------------------- | ------------------------------------------- | ------------------------------------------- | ------------------------------------------- | ------------------------------------------- | ------------------------------------------- | ------------------------------------------- |
| 1                                           | 11 november 2020                            | Turkije – Kroatië                           | 3 – 3                                       | Vriendschappelijk                           |                                             |                                             |
| 2                                           | 14 november 2020                            | Zweden – Kroatië                            | 2 – 1                                       | Nations League 2020/21                      |                                             |                                             |
| Als speler bij Borussia Dortmund            |                                             |                                             |                                             |                                             |                                             |                                             |
| 3                                           | 26 maart 2022                               | Kroatië – Slovenië                          | 1 – 1                                       | Vriendschappelijk                           |                                             |                                             |
| 4                                           | 29 maart 2022                               | Kroatië – Bulgarije                         | 2 – 1                                       | Vriendschappelijk                           |                                             |                                             |
| 5                                           | 3 juni 2022                                 | Kroatië – Oostenrijk                        | 0 – 3                                       | Nations League 2022/23                      |                                             |                                             |
| Als speler bij Lecce                        |                                             |                                             |                                             |                                             |                                             |                                             |
| 6                                           | 26 maart 2024                               | Egypte – Kroatië                            | 2 – 4                                       | Vriendschappelijk                           |                                             |                                             |
| 7                                           | 3 juni 2024                                 | Kroatië – Noord-Macedonië                   | 3 – 0                                       | Vriendschappelijk                           |                                             |                                             |
| 8                                           | 8 juni 2024                                 | Portugal – Kroatië                          | 1 – 2                                       | Vriendschappelijk                           |                                             |                                             |
| 9                                           | 15 juni 2024                                | Spanje – Kroatië                            | 3 – 0                                       | EK 2024                                     |                                             |                                             |
| 10                                          | 24 juni 2024                                | Kroatië – Italië                            | 1 – 1                                       | EK 2024                                     |                                             |                                             |

Bijgewerkt op 26 juli 2024.

## Erelijst
| Bundesliga | 2 | 2017/18, 2018/19 |
| ÖFB-Cup    | 1 | 2018/19          |